# Écouflant
Ecouflant – miejscowość i gmina we Francji, w regionie Kraj Loary, w departamencie Maine i Loara.
Według danych na rok 2010 gminę zamieszkiwało 3 748 osób, a gęstość zaludnienia wynosiła 219 osób/km².